# الحياة على المريخ
احتمال وجود حياة على سطح المريخ هو موضوع ذو اهتمام كبير في علم الأحياء الفلكي بسبب قرب المريخ وتشابهه للأرض. حتى الآن لم يتم إيجاد أي دليل على وجود حياة سابقة أو حالية في المريخ. ولكن الأدلة المتراكمة الآن تشير إلى أن بيئة سطح المريخ القديمة كانت تحتوي على الماء وأنها ربما كانت صالحة لعيش البكتيريا. إن وجود ظروف صالحة للسكن لا يعني بالضرورة وجود حياة.
بدأت البحوث العلمية عن أدلة للحياة في القرن التاسع عشر وما تزال مستمرة حتى يومنا هذا من خلال التلسكوبات والمسابر الفضائية المنتشرة هناك. ففي حين ركزت الأعمال المبكرة على الظواهر وما يحدها من خيال واسع، إلا أن البحث العلمي الحديث ركز البحث على المياه، البصمات الحيوية في التربة والصخور على سطح الكوكب، والواصمات الحيوية في الغلاف الجوي. في 22 نوفمبر 2016 أفادت وكالة ناسا أنها عثرت على كمية كبيرة من الجليد تحت السطح في منطقة «يوتوبيا بلانيتيا» على كوكب المريخ وتعادل كمية المياه التي عثر عليها كمية مياه بحيرة سوبيريور.

## عينات الرواسب من مركبة كوريوستي الجوالة 2018

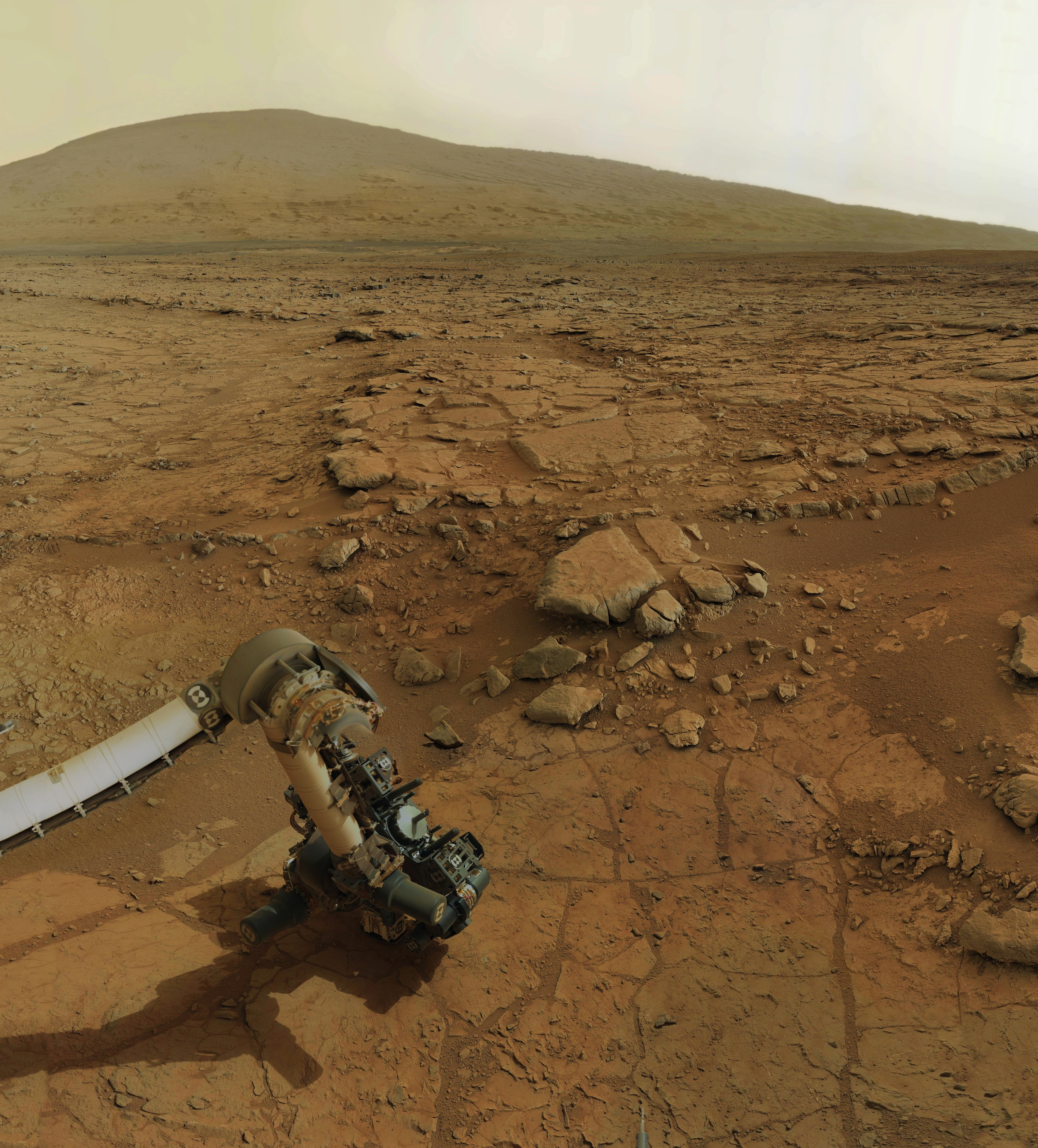
الكشف عن طبيعة سطح المريخ

في يونيو 2018 أعلنت وكالة الفضاء الأمريكية «ناسا» أن الجوالة كوريوستي وجدت دليل لمركبات عضوية معقدة من صخور طينية «Mudstone» يعود عمرها لحوالي ثلاثة ونصف المليار سنة، حيث تم أخذ العينات من موقعين مختلفين في بحيرة جافة في مرتفعات باهرومب من فوهة غيل. عينات الصخور هذه، أطلقت بعد تحليلها حرارياً، بواسطة أداة تحليل عينات كوكب المريخ المتواجدة على عربة كوريوستي الجوالة، مجموعة من الجزيئات العضوية تشمل ثيوفين المحتوي على الكبريت ومركبات عطرية مثل البنزين والتولوين ومركبات أليفاتية مثل البروبين والبيوتين. حيث وُجد أن تركيز المركبات العضوية أعلى بمائة مرة من القياسات السابقة، ويعتقد المحررين أن تواجد الكبريت قد ساعد في عملية حفظ هذه المركبات. وتشبه نواتج المركبات تلك المأخوذة من تجزئة الكيروجين وهو الخليط العضوي الذي سبق النفط والغاز الطبيعي على الأرض. وأوضحت ناسا أن هذه النتائج ليست دليل على وجود حياة على الكوكب ولكنها تعني وجود المركبات العضوية المطلوبة لضمان حياة كائنات مجهرية هناك، وبما أن الغلاف الجوي المريخي يمكنه حفظ هذه المركبات فإنه قد يوجد مصادر أكثر عمقاً لمركبات عضوية على الكوكب.